# Elisabeth Chávez
Elisabeth Chávez Hernández (ur. 17 listopada 1990 w Los Realejos) – hiszpańska piłkarka ręczna grająca na pozycji obrotowej. Brązowa medalistka olimpijska 2012. Dwukrotna wicemistrzyni Europy (2008 oraz 2014). Brązowa medalistka mistrzostw Świata (2011). Obecnie występuje we francuskiej Division 1 Kobiet, w drużynie CJF Fleury Loiret Handball.

## Sukcesy

### reprezentacyjne
- brązowa medalistka igrzysk olimpijskich 2012 w Londynie
- srebrna medalistka mistrzostwa Europy 2008 i 2014
- brązowa medalistka mistrzostw Świata 2011

### klubowe
- srebrna medalistka mistrzostw Hiszpanii 2009, 2012
- brązowa medalistka mistrzostw Hiszpanii 2008, 2010, 2011
- zdobywczyni pucharu Królowej 2008